# Leszek Kania
Leszek Kania (ur. 1959 w Gorzowie Wielkopolskim) – polski prawnik, historyk prawa i nauk o wojskowości, doktor habilitowany, profesor nadzwyczajny Uniwersytetu Zielonogórskiego (Instytut Nauk o Zarządzaniu i Jakości).

## Życiorys
Jest absolwentem Wydziału Prawa i Administracji UAM w Poznaniu.
Przez wiele lat wykonywał zawód prawnika, jako prokurator, sędzia i adwokat. Później zaczął specjalizować się w historii prawa wojskowego, uzyskując kolejno doktorat i habilitację.
W 2005 r. otrzymał Medal „Pro Memoria” za swoje publikacje biograficzne o prawnikach związanych z Armią Krajową. 

## Ważniejsze publikacje
- Od Orląt Lwowskich do Ostrej Bramy: szkice z dziejów wojskowego wymiaru sprawiedliwości i posłuszeństwa rozkazowi w dawnym wojsku polskim (2008, ISBN 978-83-60792-09-4)
- Na odsiecz Lwowa (2011, powieść)
- Wilno 1944 (2013, ISBN 978-83-11-12802-6)
- Służba sprawiedliwości w Wojsku Polskim 1795–1945: organizacja, prawo, ludzie (2015, ISBN 978-83-7051-764-9)
- Wyroki bez apelacji. Sądy polowe w Wojsku Polskim w czasie wojny z Rosją Sowiecką 1919–1921 (2019, ISBN 978-83-7842-368-3)
- Góra św. Anny – Kędzierzyn 1921 (2021, ISBN 978-83-11-16063-7)
- Budziszyn 1945. Ostatnia kontrofensywa Wermachtu. Fakty i mity (2023, ISBN 978-83-89789-60-0)